# Klomppop

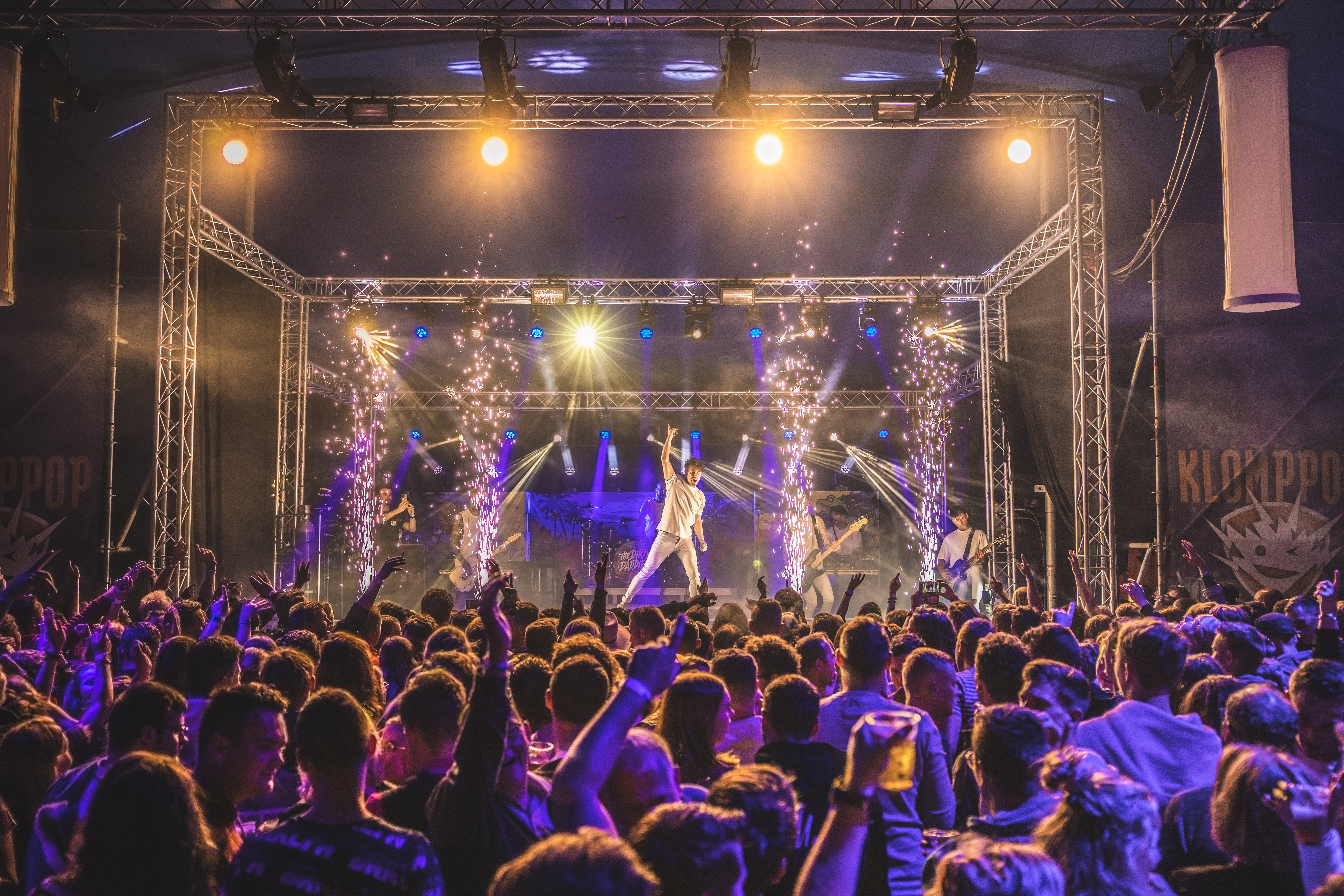
Sfeerbeeld van de 40e editie van popfestival Klomppop in Ovezande

Klomppop is een driedaags pop- en theaterfestival in Ovezande (Zeeland), jaarlijks in het laatste weekend van mei.

## Historie
Klomppop begon in 1981 als eendaags indoorfestival op Hemelvaartsdag in De Stenge in Heinkenszand. De organisatie was in handen van het naamgevende Jongerencentrum De Klomp uit Ovezande. Vele nationale en internationale grootheden betraden er het podium, o.a. Herman Brood, Candy Dulfer en Bobby Byrd & The JB’s Allstars. Op de laatste editie in De Stenge, in 1994, speelde BLØF, die net met eigen nummers waren begonnen. Een jaar later verhuisde het festival naar twee tenten op het sportveld van Ovezande. Jarenlang was de hemelvaartdonderdag voor het popfestival Klomppop en de zondag erna voor het Straatfestival Ovezande. Opkomende en gevestigde namen bezoeken het festival waaronder Raymond van het Groenewoud, Racoon, Caro Emerald, Band of Skulls, Kensington en Danny Vera. In 2016 verliet Klomppop de donderdag en kwam er een derde festivaltent. Deze formule groeide met de vrijdag als derde festivaldag en de zondag met straattheatermiddag als familiedag. De vaste plek in de evenementenkalender werd het laatste weekend van mei.

## Line-up per editie
| Editie | Datum              | Locatie             | Line-up |
| ------ | ------------------ | ------------------- | --- |
| 40     | 27 t/m 29 mei 2022 | Sportpark De Fazant | Navarone, Ramkot, SHHT (B), High Hi (B), Fake Turins (UK), Another Now, Potential Wonder, Spectra-finale, Thomas Azier, Joost Klein, Roxeanne Hazes, Son Mieux, Wies, The Vices, Het Gezelschap, The Guru Guru (B), POM, Faske, Jan Biggel, Cloudsurfers, Druiprek, Rites, Max Horak, Dispelled, Winson Blue, Young Villian, Du Driefstang, DJ Timski, Buurman & Buurman theatershow, The Dirty Daddies, Alice Springs, Nobu, Gino & The Bulldoze Band |